# Signal (software)
Signal Private Messenger este o aplicație gratuită de mesagerie instantanee criptată și apeluri vocale  criptate ce are sursă cod deschisă, disponibilă pentru IOS și Android. Aplicația folosește un protocol de criptare foarte avansat de tip end-to-end, ceea ce permite securizarea tuturor tipurilor de conversație între utilizatorii Signal. Programul poate fi folosit pentru a primi și trimite mesaje criptate, mesaje in grup, atașamente și mesaje media. Utilizatorii pot verifica singuri confidențialitatea conversației prin compararea amprentele cheilor (key figerprints).
Aplicația Signal Private Messenger este dezvoltată de către Open Whisper Sistems și este publicată sub licență liberă de tip GPLv3.